# Муху
Му́ху (эст. Muhu), Мухумаа (эст. Muhumaa), ранее также Мо́он (нем. Moon) — третий по величине остров Эстонии после Сааремаа и Хийумаа общей площадью 204 км². Является частью Моонзундского архипелага Балтийского моря.

## География
Как и соседние острова, Муху малоплодороден, так как сложен главным образом известняками и морскими отложениями антропогена. Почвы щебенчатые и песчаные. На острове есть сосновые леса, а на побережье — заросли тростника.

## История
Процесс поднятия острова Муху из моря начался около 8000 лет назад и продолжается до сих пор. Первые люди пришли на остров около 2500 г. до н. э.
В 1227 году орден меченосцев вторгся на остров, бои продолжались в течение 7 дней. Захват острова крестоносцами являлся последним сражением Ливонского крестового похода, после чего Эстония полностью на несколько веков попала под влияние иностранцев.
В 1629—1721 годы — в составе Шведской Ливонии.
В 1721 году, согласно Ништадтскому мирному договору, завершившему Северную войну, Муху вместе с остальными землями Ливонии отошёл Российской империи (административно — на территории новообразованной Лифляндской губернии, в составе её Эзельского уезда). В середине XIX века более 70 % жителей острова было обращено в православие, что стало отличительной чертой Муху.
Во время Первой мировой войны вплоть до Моонзундского сражения на Муху и на соседних островах располагались морские и сухопутные силы Российского флота, были построены береговые батареи. Из-за революционных настроений среди матросов и неумелого командования остров был захвачен немцами.
После того, как на основании положения Временного правительства России от 30 марта 1917 года «Об автономии Эстляндии» Эзельский уезд вместе с ещё четырьмя населёнными эстонцами северными уездами Лифляндской губернии вошёл в состав Эстляндской губернии, остров Муху оказался в составе этого нового автономного образования, предшествовавшего провозглашённой 24 февраля 1918 года независимой Эстонской Республике.

## Население

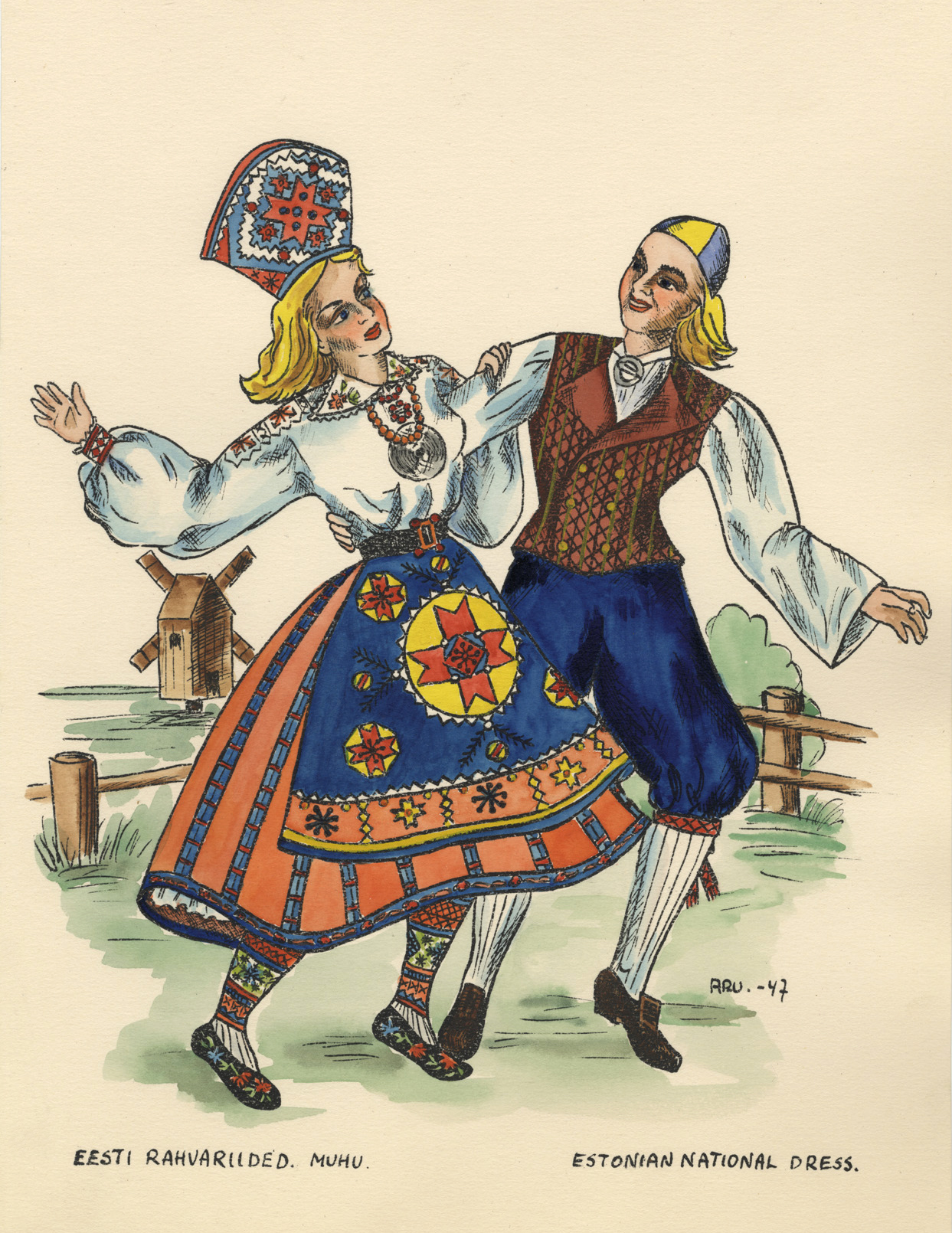
Национальные костюмы жителей острова Муху

В 2017 году на острове насчитывалось 1819 постоянных жителей. В 2010 году население острова составляло 1697 человек.

## Экономика
Основные хозяйственные отрасли — рыболовство и рыбопереработка, земледелие, скотоводство.

## Интересные факты
- Именно переселенцы с острова Муху основали селение Мухулахти волости Сяккиярви в Финляндии (ныне Луговое Выборгского района Ленинградской области)[8].
- В ливонском имении Магнусдаль (нем. Magnusdahl), располагавшемся на территории нынешнего местечка Вылла[нем.] (эст. Võlla), на восточном побережье острова родился в 1750 году российский полководец Фридрих Буксгевден. Его благородный род происходил из Нижней Саксонии. В 1795 году ему и его потомкам пожаловано прусское графское достоинство, подтверждённое в Российской империи в 1797 году.
- Неподалёку от острова Муху в 1917 году затонул броненосец «Слава». Местные жители использовали его как источник металла, а пикриновую кислоту, содержавшуюся в снарядах, использовали в качестве красителя для тканей; в частности, жёлтые юбки стали элементом местного традиционного женского костюма[9].

## Известные уроженцы и жители
- Карл Вильгельм Фрейндлих (1803—1872), эстонский писатель.
- Юхан Смуул (1922—1971), эстонский писатель

## Галерея

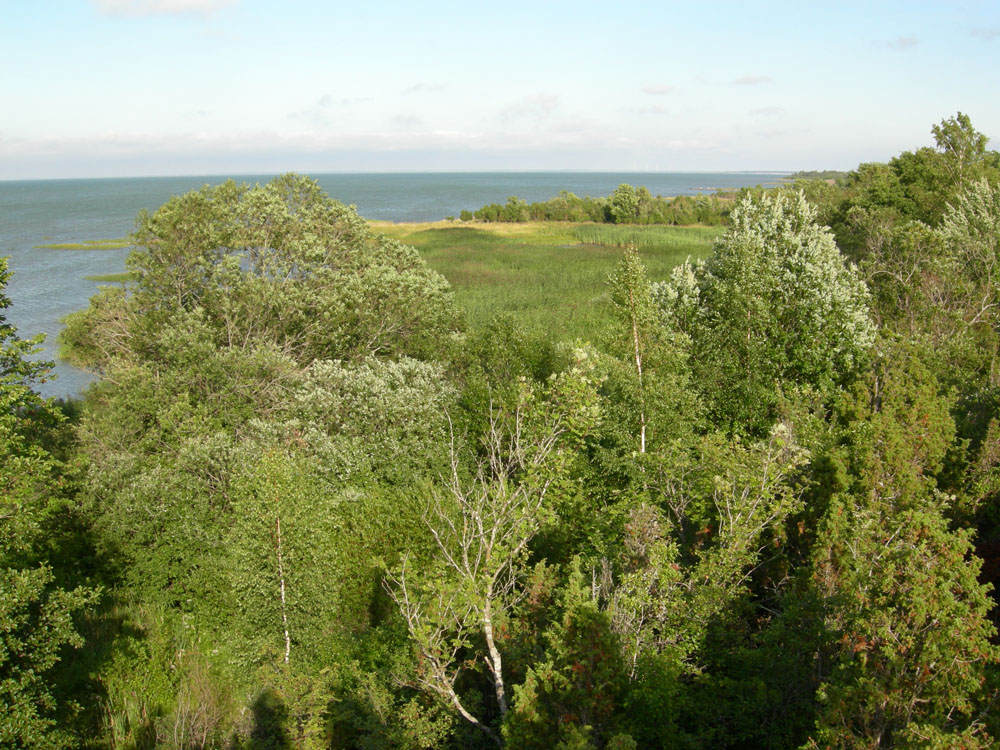
Северная часть Муху, июль 2007 года
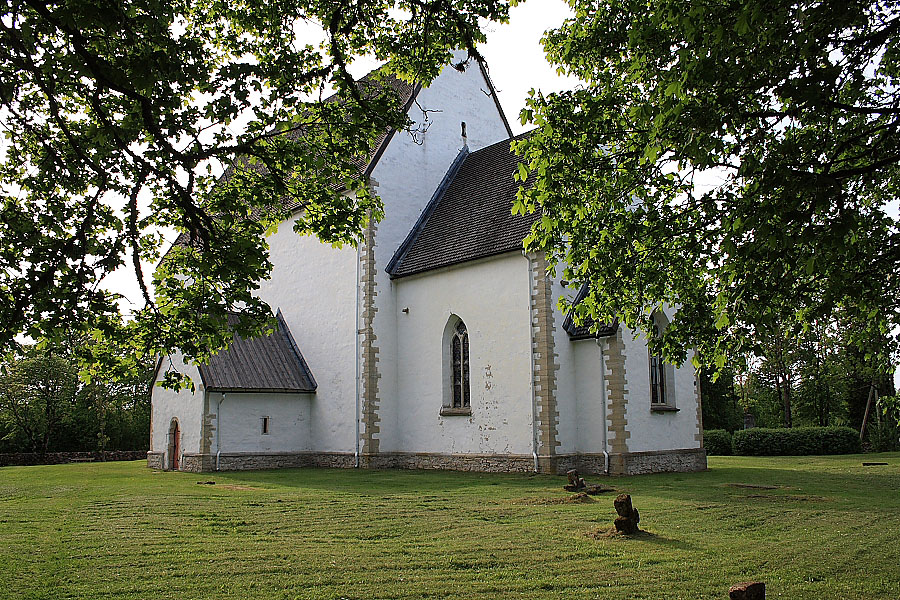
Церковь Святой Катарины
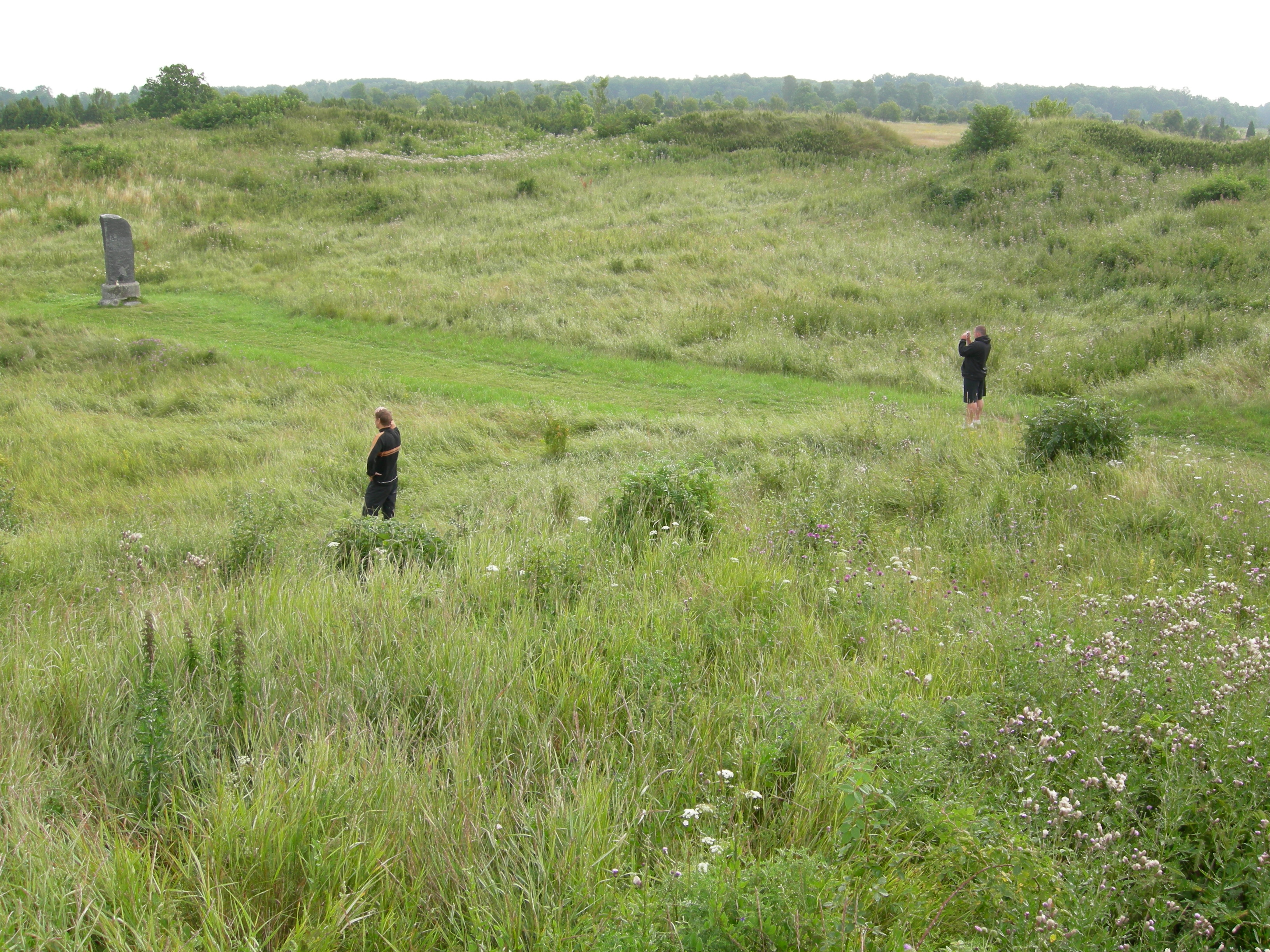
Остатки крепости Муху, сдавшейся крестоносцам в 1227 году
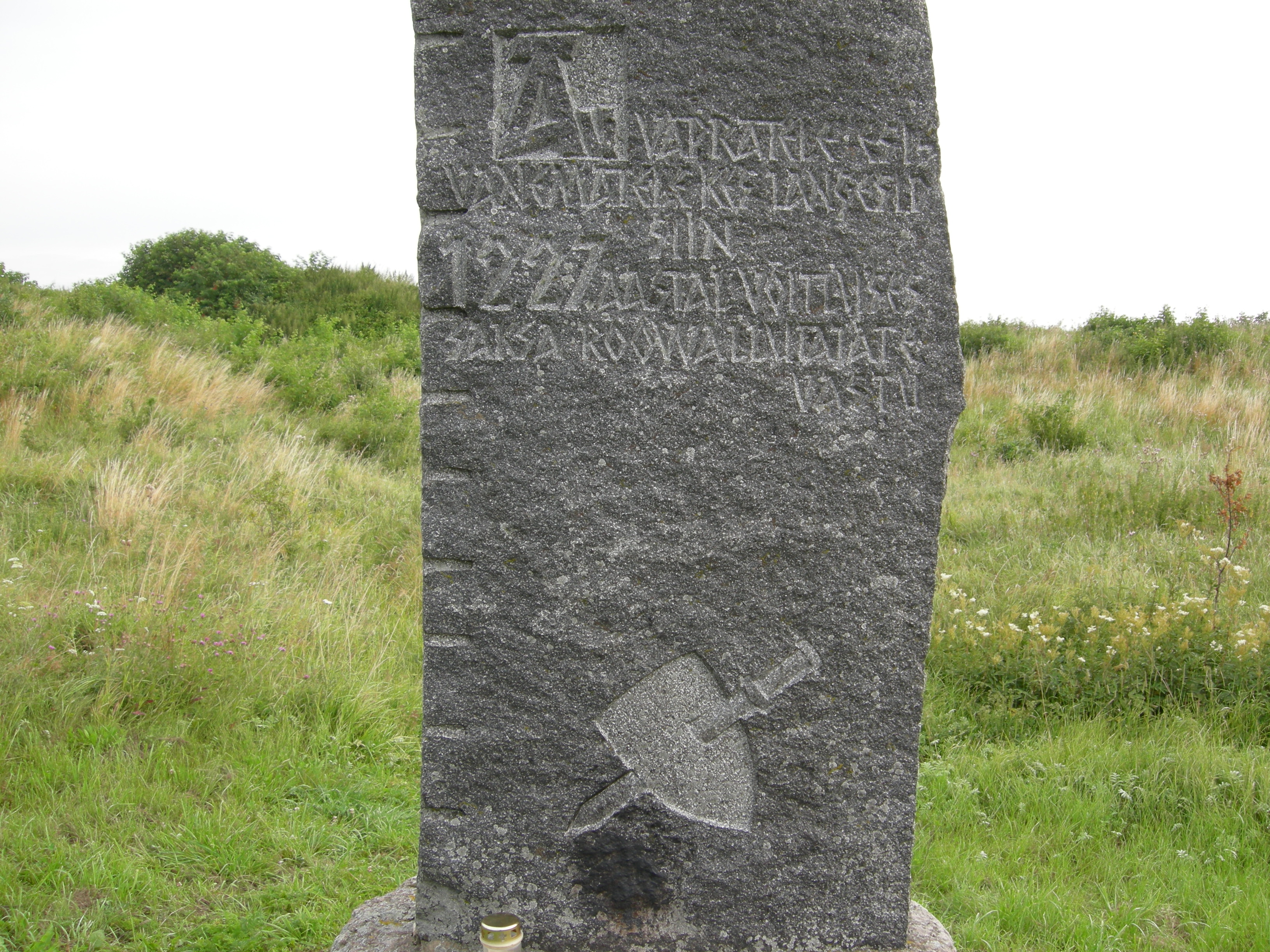
Памятник в центральной части крепости Муху
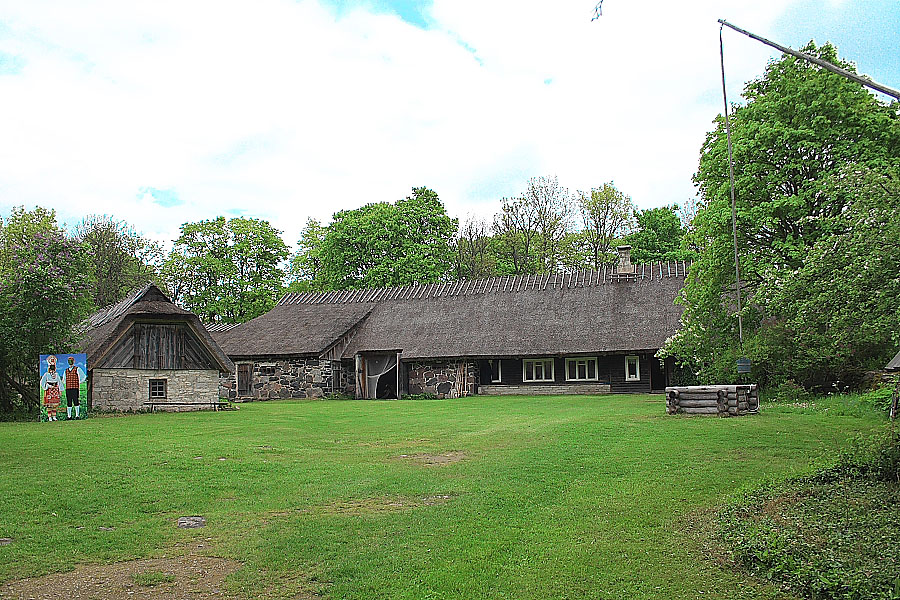
Музей Муху
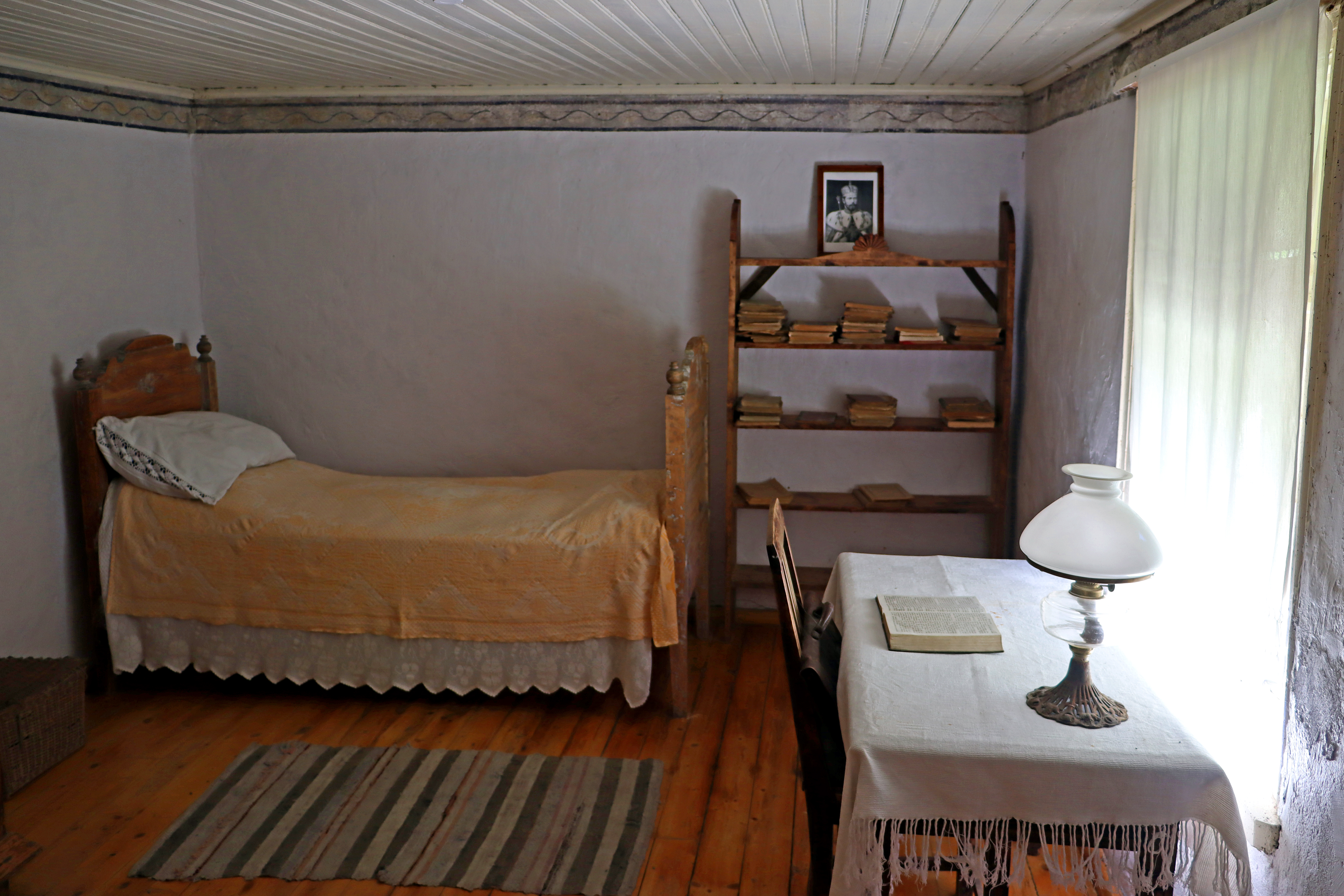
Музей Муху. Жилая комната учителя
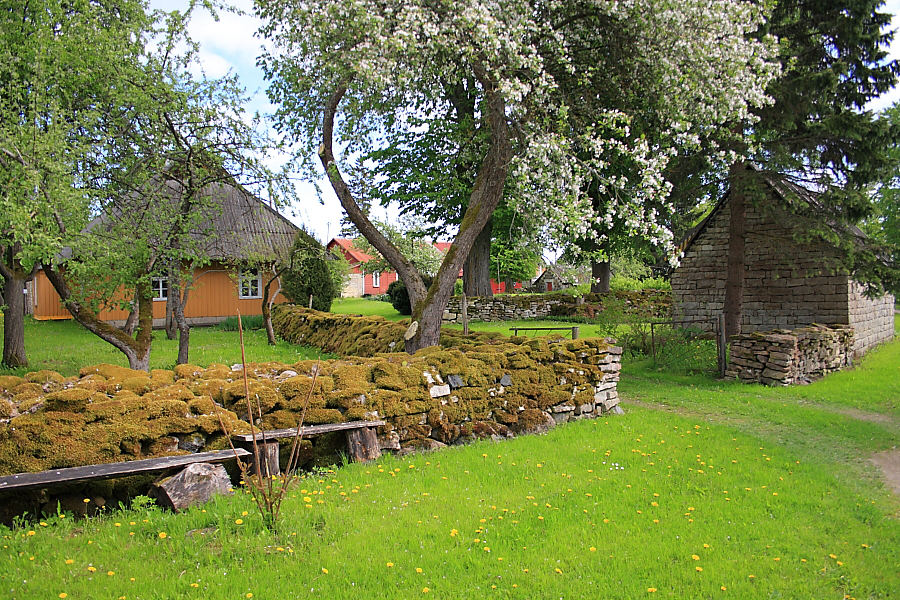
Старинная деревня
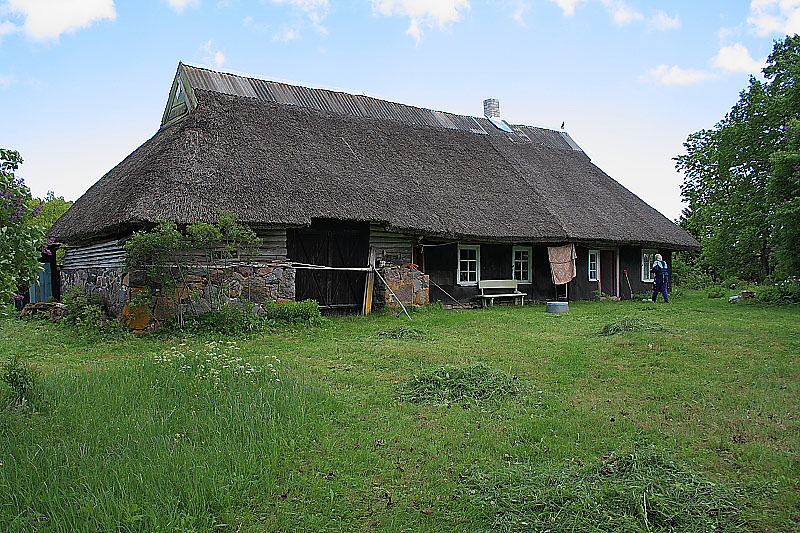
Деревенский дом
Традиционная «мухуская» вышивка
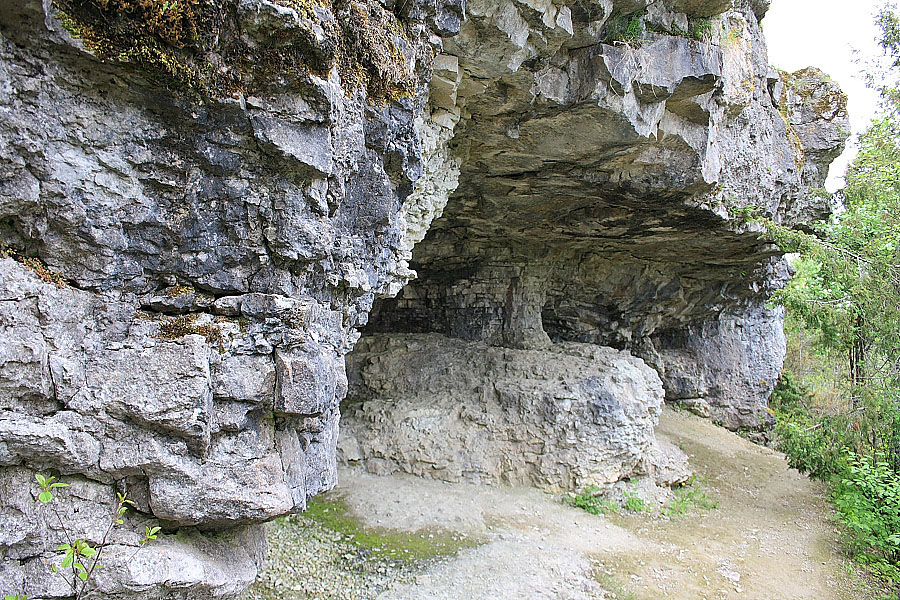
Известняковая скала